# Robert Silverberg

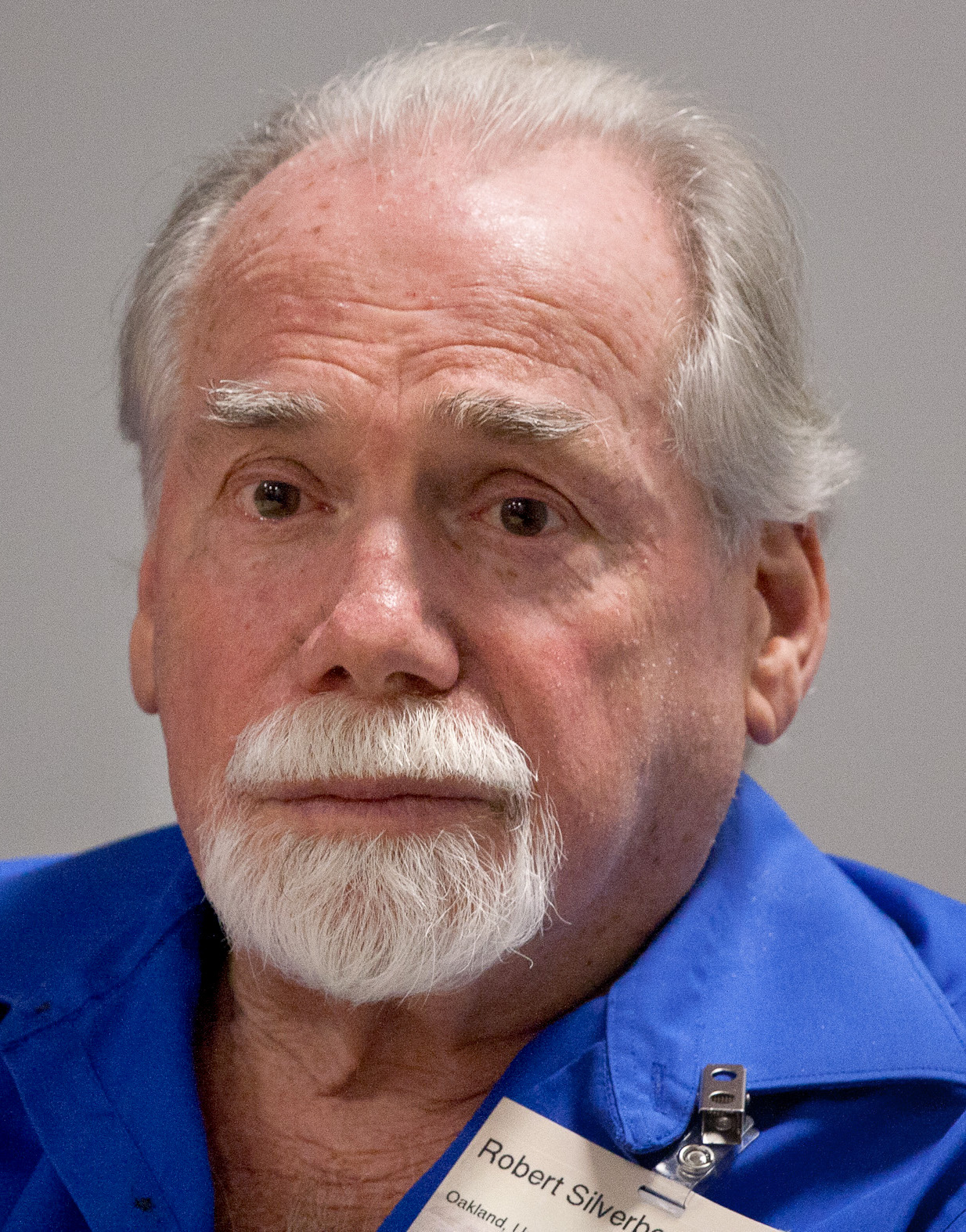
Silverberg auf dem Worldcon (August 2009)

Robert Silverberg (* 15. Januar 1935 in Brooklyn, New York) ist ein US-amerikanischer Autor, der vor allem für seine Science-Fiction-Werke bekannt ist und viermal mit dem Hugo-, fünfmal mit dem Nebula- und neunmal mit dem Locus Award ausgezeichnet wurde.

## Leben
Silverberg war seit seiner Kindheit ein unersättlicher Leser und bemühte sich seit seinen frühen Jugendjahren, Erzählungen in Science-Fiction-Magazinen zu veröffentlichen. Er besuchte die Columbia University und schloss 1956 sein Studium der englischen Literatur mit einem B.A. ab. Er blieb der Science-Fiction treu und veröffentlichte 1955 sein erstes Buch, das Kinderbuch Revolt on Alpha C. Im folgenden Jahr gewann er seinen ersten Hugo, als „bester neuer Autor“. In den nächsten vier Jahren schrieb er, nach eigener Zählung, eine Million Worte im Jahr für Magazine und Ace Doubles. 1959 brach der Science-Fiction-Markt zusammen und Silverberg wandte seine Fähigkeit zum umfangreichen Schreiben in anderen Gebieten an, von sorgfältig recherchierter Geschichtsliteratur bis hin zu Softcore-Pornos für Nightstand Books.
Mitte der 1960er Jahre suchte die Science-Fiction ihr literarisches und inhaltliches Niveau zu heben. Frederik Pohl, damals Herausgeber von drei Science-Fiction-Magazinen, bot Silverberg freie Hand beim Schreiben für sie. Hiervon ermutigt kehrte Silverberg zur SF zurück. Er schenkte Charaktertiefe und sozialem Hintergrund nun mehr Beachtung als in der Vergangenheit. Weiter mischte er Elemente der modernen Literatur, die er an der Columbia-Universität gelernt hatte, ein.
Die Bücher dieser Schaffensperiode brechen radikal mit seinem vorigen Werk. To Open the Sky, ein Band von Erzählungen, die vorher in Pohls Magazin Galaxy erschienen waren, beschreiben eine neue Religion, die der Menschheit den Weg zu den Sternen öffnet. Danach folgte Downward to the Earth, vielleicht das erste post-koloniale Science-Fiction-Buch, ein Buch mit Anklängen an Joseph Conrad, in dem der frühere irdische Verwalter einer fremden Welt zurückkehrt, nachdem diese freigesetzt ist. Andere populär und kritisch gewürdigte Werke dieser Zeit sind To Live Again, in dem es möglich ist, die Persönlichkeiten von Toten zu transferieren, The World Inside, das einen Blick auf eine übervölkerte Zukunft wirft, und Dying Inside, die Geschichte eines Telepathen, der seine Kräfte verliert.
1969 gewann Nightwings einen Hugo Award als beste Novelle. Dann wurden 1970 die Kurzgeschichte Passengers und 1971 der Roman A Time of Changes und die Kurzgeschichte Good News from the Vatican sowie 1975 die Novelle Born with the Dead mit dem Nebula Award sowie dem Locus Award ausgezeichnet.
1970 war Robert Silverberg Ehrengast bei der „World Science-Fiction Convention“.
Nach Jahren hoher literarischer Produktivität suchte Robert Silverberg eine Schaffenspause. Stress infolge einer Schilddrüsenstörung sowie ein Wohnungsbrand vertieften diese Absicht. Er zog 1972 von seinem heimatlichen New York an die Westküste und verkündete 1975 seinen Rückzug vom Schreiben.
1980 kehrte er mit Lord Valentine’s Castle, einem panoramischen Abenteuer auf einem fremden Planeten, zur Schriftstellerei zurück. Dieser Roman ist Grundlage für eine bis heute (2009) fortgeführte Serie, den Majipoor-Zyklus (benannt nach dem Planeten, auf dem sie spielt). Mitte bis Ende der 80er Jahre widmete er sich in zwei Fantasy-Romanen dem Stoff des Gilgamesch-Epos. Der erste, Gilgamesh the King (dt. König Gilgamesch, 1987), erschien 1984. In den Jahren 1986, 1987 und 1988 veröffentlichte Silverberg drei weitere Gilgamesch-Novellen in der Anthologienreihe Heroes in Hell mit den Titeln Gilgamesh in the Outback (dt. Gilgamesch im Outback, erschienen im Heyne Science Fiction Jahresband zum Jubiläumsjahr 1988), The Fascination of the Abomination und Gilgamesh in Uruk. Diese drei Novellen aus Heroes in Hell erschienen 1989 zuerst in England und 1990 in den USA in stark überarbeiteter Form als sein zweiter Gilgamesch-Roman To the Land of the Living (dt. Das Land der Lebenden, 1996).

## Auszeichnungen (Auswahl)
Hugo Award
- 1955 als „vielversprechendster neuer Autor“
- 1969 für die Novelle Nightwings (dt.: Schwingen der Nacht)
- 1987 für die Novelle Gilgamesh in the Outback
- 1989 für die Erzählung Enter a Soldier. Later: Enter Another
- 2001 Retro Hugo als Fanautor 1951

Nebula Award
- 1970 für die Kurzgeschichte Passengers
- 1972 für die Kurzgeschichte Good News from the Vatican
- 1972 für den Roman A Time of Changes (dt.: Zeit der Wandlungen)
- 1975 für die Novelle Born with the Dead (dt.: Mit den Toten geboren)
- 1985 für die Novelle Sailing to Byzantium (dt.: Seefahrt nach Byzanz)

Locus Award
- 1971 für die Kurzgeschichtensammlung The Science Fiction Hall of Fame Volume 1
- 1975 für die Novelle Born with the Dead (dt.: Mit den Toten geboren)
- 1976 für die Kurzgeschichtensammlung Epoch
- 1981 für den Fantasy-Roman Lord Valentine’s Castle (dt.: Krieg der Träume)
- 1988 für die Novelle The Secret Sharer
- 1993 für die Kurzgeschichtensammlung The Collected Stories of Robert Silverberg, Volume 1: Secret Sharers
- 1999 für die Kurzgeschichtensammlung The Avram Davidson Treasury (Hrsg. Avram Davidson)
- 1999 für die Anthologie Legends
- 2000 für die Anthologie Far Horizons

Auszeichnungen für das Lebenswerk:
- 1981 Milford Award
- 1985 Forry Award
- 1987 Skylark Award
- 1999 Science Fiction Hall of Fame
- 2000 Big Heart Award
- 2002 Prix Utopia
- 2003 Writers and Illustrators of the Future
- 2004 SFWA Grand Master Award
- 2018 First Fandom Hall of Fame Award

Weitere Auszeichnungen:
- 1975 Seiun-Preis für den Roman Nightwings (dt.: Schwingen der Nacht)
- 1973 John W. Campbell Memorial Award, Sonderpreis für Dying Inside (dt.: Es stirbt in mir)
- 1974 Jupiter Award für die Erzählung The Feast of St. Dionysus (dt.: Das Fest des heiligen Dionysos)
- 1975 Seiun-Preis für den Roman Up the Line (dt.: Zeitpatrouille)
- 1976 Prix Apollo für die französische Übersetzung des Romans Nightwings (dt.: Schwingen der Nacht)
- 1988 Science Fiction Chronicle Readers Poll für die Erzählung The Secret Sharer (dt.: Vox)
- 1998 Science Fiction Age Readers Poll für die Kurzgeschichte On the Inside
- 2001 Premio Ignotus für die spanische Übersetzung der Kurzgeschichte Enter a Soldier. Later: Enter Another (dt.: Erster Auftritt: Soldat. Darauf: ein anderer)
- 2013 Geffen Award für die hebräische Übersetzung des Romans Tower of Glass (dt.: Kinder der Retorte)
- 2015 Premio Italia für den Roman Roma Eterna

## Bibliografie

### Romane

#### Nidor / Nidorian
(mit Randall Garrett, als Robert Randall)
- The Shrouded Planet. Gnome Press, 1957, OCLC 1142347.
  - Der verborgene Planet. Alfons Semrau Verlag, 1959, Übersetzerin Ingrid Mewitz, DNB 1150170689.
- The Dawning Light. Gnome Press, 1957, OCLC 1142366.
  - Nidor erwacht. Moewig Terra #359, 1964, Übersetzer Horst Meyer, DNB 455020051.

#### Gilgamesch / Gilgamesh
- Gilgamesh the King. Arbor House, 1984, ISBN 0-87795-599-9.
  - König Gilgamesch. Heyne Science-Fiction & Fantasy #4420, Übersetzer Roland Fleissner, ISBN 3-453-00437-X. (auch: König Gilgamesch von Uruk. 1987, ISBN 3-404-13798-1.)
- To the Land of the Living. Gollancz, 1989, ISBN 0-575-04461-6.
  - Das Land der Lebenden. Heyne Science-Fiction & Fantasy #5542, 1996, Übersetzer Roland Fleissner, ISBN 3-453-11886-3.

#### Nach der Dunkelheit / New Springtime
- At Winter’s End. Warner Books, 1988, ISBN 0-446-51384-9.
  - Am Ende des Winters. Heyne Science-Fiction & Fantasy #4585, 1989, Übersetzer Roland Fleissner, ISBN 3-453-03470-8.
- The Queen of Springtime. Victor Gollancz, 1989, ISBN 0-575-04586-8. (auch: The New Springtime, 1990)
  - Der neue Frühling. Heyne Science-Fiction & Fantasy #4894, 1992, Übersetzer Roland Fleissner, ISBN 3-453-05820-8.

#### Die Majipoor-Chroniken / Majipoor
Übersetzt von Joachim Körber.
- Lord Valentine’s Castle. Harper & Row, 1980.
  - Krieg der Träume, Moewig, 1980, Übersetzer Thomas Schlück, ISBN 3-8118-0090-6. (auch: Lord Valentine. 1980, ISBN 3-8118-3646-3. auch: Valentines Fluch. 2015, ISBN 978-3-945493-48-9.)
- Majipoor Chronicles. Arbor House, 1982, ISBN 0-87795-358-9.
  - Die Majipoor-Chroniken Band 1., Moewig Science-Fiction #3667, 1985, ISBN 3-8118-3667-6.
  - Die Majipoor-Chroniken Band 2., Moewig Science-Fiction #3680, 1985, ISBN 3-8118-3680-3. (auch: Das Seelenregister. ISBN 3-404-24199-1. auch: Buch der Seelen. 2015, ISBN 978-3-945493-49-6.)
- Valentine Pontifex. Arbor House, 1983, ISBN 0-87795-544-1.
  - Die Wasserkönige von Majipoor., Moewig Science-Fiction #3675, 1985, ISBN 3-8118-3675-7.
  - Valentine Pontifex., Moewig Science-Fiction #3682, 1985, ISBN 3-8118-3682-X.
- The Mountains of Majipoor. Macmillan UK, 1995, ISBN 0-333-63319-9.
  - Die Berge von Majipoor. Bastei Lübbe Science-Fiction #24209, 1996, ISBN 3-404-24209-2.
- Tales of Majipoor. Gollancz, 2013, ISBN 978-0-575-13006-7. (Sammlung)

#### Die Legenden von Majipoor / Prestimion
- Sorcerers of Majipoor. Macmillan UK, 1997, ISBN 0-333-64486-7.
  - Die Zauberer von Majipoor., Bastei Lübbe Science-Fiction #24237, 1998, Übersetzer Uwe Anton, ISBN 3-404-24237-8. (auch: König der Erinnerungen.)
- Lord Prestimion. Voyager / HarperCollins, 1999, ISBN 0-00-224678-3.
  - Lord Prestimion. Heyne Science-Fiction & Fantasy #9231, 2003, Übersetzer Jürgen Langowski, ISBN 3-453-86171-X.
- The King of Dreams. Voyager / HarperCollins, 2000, ISBN 0-00-224745-3.
  - König der Träume. Heyne Science-Fiction & Fantasy #9232, 2004, Übersetzer Jürgen Langowski, ISBN 3-453-86172-8.

#### Regan
- Regan's Planet. Pyramid Books, 1964, OCLC 4047455.
  - Regans Satellit. Moewig Terra Taschenbuch #272, 1976, Übersetzer Horst Pukallus, DNB 760142769.
- World's Fair, 1992. Follett Publishing Company, 1970, ISBN 0-695-80089-2.

### Einzelromane
- Revolt on Alpha C., Thomas Y. Crowell, 1955, OCLC 1211870.
- The 13th Immortal. Ace Books, 1956, OCLC 20704249.
  - Der 13. Unsterbliche. Moewig Terra #245, 1962, DNB 455018820.
- Master of Life and Death. Ace Books, 1957, OCLC 4047401.
  - Macht über Leben und Tod. Heyne Science-Fiction & Fantasy #3282, 1972, Übersetzer Werner Gronwald, DNB 720137853.
- Aliens from Space. Avalon Books, 1958, OCLC 4185948. (als David Osborne)
- Invaders from Earth. Ace Books, 1958, OCLC 123248095.
  - Griff nach dem Ganymed. Pabel Utopia Großband #105, 1959, Übersetzer M.F. Arnemann, DNB 455196400
- Invisible Barriers. Avalon Books, 1958, OCLC 4563159. (als David Osborne)
- Starhaven. Avalon Books, 1958, OCLC 1847818. (als Ivar Jorgensen)
  - Raumstation Omega. Semrau o. J. Abenteuer im Weltenraum #16, 1959, Übersetzer B. W. Jülkenbeck, DNB 363888063
- Starman’s Quest. Gnome Press, 1958, OCLC 317947.
  - Sternenfahrer unerwünscht. Pabel Utopia Großband #118, 1960, Übersetzer M. F. Arnemann, DNB 455196540. (auch: Die Sterne rücken näher. 1971, Heyne)
- Lest We Forget Thee, Earth. Ace Books, 1958, OCLC 6594572. (als Calvin M. Knox)
  - Die Geschichte der Zukunft : Die Erde lebt. Pabel Utopia Großband #89, 1958, Übersetzer M. F. Arnemann, DNB 455196222.
- Stepsons of Terra. Ace Books, 1958, OCLC 4044128 (auch: Shadow on the Stars. 2002.)
  - Schatten über den Sternen. Moewig Terra #81, 1959, Übersetzerin Leni Sobez, DNB 455017239.
- The Planet Killers. Ace Books, 1959, OCLC 4044164.
  - Muß Lurion sterben? Moewig Terra #160, 1960, DNB 455017891
- The Plot Against Earth., Ace Books, 1959, OCLC 79426280. (als Calvin M. Knox)
  - Verschwörung gegen die Erde. Widukind / Gebrüder Zimmermann, 1960, Übersetzer Heinz Zwack, DNB 452475082. (auch: Verräter, Gangster und Raketen auch: Mission auf Morilar)
- Lost Race of Mars. John C. Winston Co., 1960, OCLC 3694271.
- Collision Course. Avalon Books, 1961, OCLC 1211021.
  - Schiedsgericht der Sterne. Moewig Terra #232, 1962, DNB 455018685.
- Recalled To Life. Lancer Books, 1962, OCLC 2147319.
  - Die Wiedererwecker, Pabel-Moewig Terra Astra #179, 1975, DNB 1140453874.
- The Seed of Earth. Ace Books, 1962, OCLC 1686421.
  - Die Kolonisten Terras. Knaur Science-Fiction & Fantasy #5740, 1981, Übersetzer Thomas Ziegler, ISBN 3-426-05740-9
- The Silent Invaders. Ace Books, 1963, OCLC 4042946.
- One of Our Asteroids Is Missing. Ace Books, 1964, OCLC 4144767. (als Calvin M. Knox)
  - Sie stahlen seine Welt. Pabel Utopia Zukunftsroman #428, 1965, DNB 455199590.
- Time of the Great Freeze. Holt, Rinehart and Winston, 1964, OCLC 1290386.
  - Die Stadt unter dem Eis. Tosa, 1968, Übersetzerin Klotilde Gassner, DNB 576435937.
- Conquerors from the Darkness. Holt, Rinehart and Winston, 1965, OCLC 1216804.
- The Mask of Akhnaten. Macmillan, 1965, OCLC 1290414.
- Those Who Watch. Signet / New American Library, 1967, OCLC 6574624.
  - UFOs über der Erde. Moewig Terra Taschenbuch #141, Übersetzer Walter Brumm, DNB 458952834 (auch: Beobachter aus dem All. 1968, ISBN 3-442-23389-5)
- The Time Hoppers. Doubleday, 1967, OCLC 1001566.
  - Flucht aus der Zukunft. Moewig Terra Taschenbuch #145, 1968, Übersetzerin Birgit Reß-Bohusch, DNB 458952842. (auch: Zeitspringer. 1982, ISBN 3-442-23394-1)
- The Gate of Worlds. Holt, Rinehart and Winston, 1967, OCLC 969214.
  - Auf zu den Hesperiden!. Knaur Science-Fiction & Fantasy #5752, 1982, Übersetzer Thomas Ziegler, ISBN 3-426-05752-2.
- Thorns. Ballantine Books, 1967, OCLC 2190667.
  - Der Gesang der Neuronen. Lichtenberg Science Fiction für Kenner #12, 1971, Übersetzerin Elke Kamper, ISBN 3-7852-2012-X.
- To Open the Sky. Ballantine Books, 1967, OCLC 6574626.
  - Das heilige Atom. Heyne Science-Fiction & Fantasy #3224, 1971, Übersetzer Walter Brumm, DNB 458952869. (auch: Öffnet den Himmel. 1981, ISBN 3-8118-3537-8)
- Hawksbill Station. Doubleday, 1968, OCLC 2616303. (auch: The Anvil of Time)
  - Verbannte der Ewigkeit. Pabel Terra Taschenbuch #222, 1973, Übersetzer H.P. Lehnert, DNB 740234846.
- The Masks of Time. Ballantine Books, 1968, OCLC 17316687. (auch: Vornan-19.)
  - Gast aus der Zukunft. Heyne Science-Fiction & Fantasy #3193/3194, 1970, Übersetzer Walter Brumm, DNB 458952761.
- Across a Billion Years. The Dial Press, 1969, OCLC 61969.
  - Nach all den Jahrmilliarden. Moewig Science-Fiction #3601, 1982, Übersetzer Andreas Brandhorst, ISBN 3-8118-3601-3.
- The Man in the Maze. Avon, 1969, OCLC 7442043.
  - Exil im Kosmos. Heyne Science-Fiction & Fantasy #3269, 1971, Übersetzer Walter Brumm, DNB 720050677. (auch: Der Mann im Labyrinth. 1982, ISBN 3-8118-3578-5)
- Up the Line. Ballantine Books, 1969, OCLC 220621797.
  - Zeitpatrouille. Goldmanns Weltraum Taschenbücher #0125, 1971, Übersetzer Tony Westermayr, DNB 458952877.
- To Live Again. Doubleday, 1969, OCLC 31327.
  - Die Seelenbank. Heyne Science-Fiction & Fantasy #3256, 1971, Übersetzer Walter Brumm, DNB 458952850. (auch: Noch einmal leben. 1981, ISBN 3-8118-3521-1)
- Downward to the Earth. Nelson Doubleday / SFBC, 1969, OCLC 119264.
  - Die Mysterien von Belzagor. Heyne Science-Fiction & Fantasy #3345, 1973, Übersetzer Walter Brumm, DNB 740035339.
- Nightwings. Avon, 1969 OCLC 1845491.
  - Schwingen der Nacht. Heyne Science-Fiction & Fantasy #3274, 1971, Übersetzerin Birgit Reß-Bohusch, DNB 720050634.
- Tower of Glass. Charles Scribner’s Sons, 1970, OCLC 101779.
  - Kinder der Retorte. Heyne Science-Fiction & Fantasy #3441, 1975, Übersetzer Leopold Voelker, ISBN 3-453-30353-9.
- A Time of Changes. Nelson Doubleday / SFBC, 1971, OCLC 150304.
  - Zeit der Wandlungen. Knaur Science-Fiction & Fantasy #5730, 1980, Übersetzer Bernd W. Holzrichter, ISBN 3-426-05730-1.
- Son of Man. Ballantine Books, 1971, ISBN 0-345-02277-7.
  - Menschensohn. Ullstein Science-Fiction & Fantasy #31050, 1983, Übersetzer Rainer Schmidt, ISBN 3-548-31050-8.
- The Book of Skulls. Charles Scribner’s Sons, 1971, ISBN 0-684-12590-0.
  - Bruderschaft der Unsterblichen. Moewig Science-Fiction #3500, 1980, Übersetzer Marcel Bieger, ISBN 3-8118-3500-9.
- The World Inside. Doubleday, 1971, OCLC 148344.
  - Ein glücklicher Tag im Jahr 2381. Heyne Science-Fiction & Fantasy #3477, 1976, Übersetzer Bernt Kling, ISBN 3-453-30367-9.
- The Second Trip. Nelson Doubleday / SFBC, 1971, OCLC 591778.
  - Der zweite Trip. Goldmann Science-Fiction #0245, 1977, Übersetzer Tony Westermayr, ISBN 3-442-23245-7.
- Dying Inside. Charles Scribner’s Sons, 1972, ISBN 0-684-13083-1.
  - Es stirbt in mir. Heyne Science-Fiction & Fantasy #3445, 1975, Übersetzerin Gisela Stege, ISBN 3-453-30346-6.
- The Stochastic Man. Harper & Row, 1975, ISBN 0-06-013868-8.
  - Der Seher. Heyne Science-Fiction & Fantasy #3445, 1978, Übersetzer René Mahlow, ISBN 3-453-30496-9.
- Shadrach in the Furnace. Bobbs-Merrill Company, 1976, ISBN 0-672-51993-3.
  - Schadrach im Feuerofen. Heyne Science-Fiction & Fantasy #3626, 1979, Übersetzer Walter Brumm, ISBN 3-453-30537-X.
- Tom O’Bedlam. Donald I. Fine, 1985, ISBN 0-917657-31-4.
  - Tom O´Bedlam oder Der arme Tom von Bethlehem. Heyne Science-Fiction & Fantasy #4456, 1987, Übersetzer Roland Fleissner, ISBN 3-453-00970-3.
- Star of Gypsies. Donald I. Fine, 1986, ISBN 0-917657-92-6.
  - Zigeunerstern. Heyne Science-Fiction & Fantasy #4541, 1988, Übersetzer Roland Fleissner, ISBN 3-453-03130-X.
- Lord of Darkness. Arbor House, 1983, ISBN 0-87795-443-7.
  - Herr der Finsternis. Bastei Lübbe Paperback #28175, Übersetzer Uwe Anton, ISBN 3-404-28175-6.
- Project Pendulum. Walker & Co., 1987, ISBN 0-8027-6712-5.
- Nightfall. Gollancz, 1990, ISBN 0-575-04698-8. (mit Isaac Asimov)
  - Einbruch der Nacht. Heyne Allgemeine Reihe #10090, 1997, Übersetzerin Irene Holicki, ISBN 3-453-11689-5.
- The Mutant Season. Doubleday Foundation, 1989, ISBN 0-385-26647-2. (mit Karen Haber)
  - Die Zeit der Mutanten. Heyne Science-Fiction & Fantasy #5181, 1994, Übersetzerin Rosemarie Hundertmarck, ISBN 3-453-07951-5
- Letters from Atlantis. Atheneum / Macmillan, 1990, ISBN 0-689-31570-8.
  - Briefe aus Atlantis. Bastei Lübbe Fantasy #20193, 1992, Übersetzerin Karin Koch, ISBN 3-404-20193-0.
- The Face of the Waters. Grafton, 1991, ISBN 0-246-13718-5.
  - Über den Wassern. Heyne Science-Fiction & Fantasy #4973, 1995, Übersetzer Roland Fleissner, ISBN 3-453-06209-4.
- Child of Time. Gollancz, 1991, ISBN 0-575-04699-6. (mit Isaac Asimov)
- Kind der Zeit. Heyne Allgemeine Reihe #10366, 1997, Übersetzerin Irene Holicki, ISBN 3-453-12537-1.
- Kingdoms of the Wall. HarperCollins (UK), 1992, ISBN 0-246-13719-3.
- The Positronic Man. Gollancz, 1992, ISBN 0-575-04700-3. (mit Isaac Asimov)
  - Der positronische Mann. Heyne Allgemeine Reihe #10624, 1998, Übersetzer Walter Brumm, ISBN 3-453-13696-9. (auch: Der 200 Jahre Mann.)
- Hot Sky at Midnight. HarperCollins (UK), 1994, ISBN 0-586-21108-X.
  - Der heiße Himmel um Mitternacht. Heyne Science-Fiction & Fantasy #5665, 1997, Übersetzer Roland Fleissner, ISBN 3-453-12635-1.
- Starborne. Bantam Spectra, 1996, ISBN 0-553-10264-8.
- The Alien Years. Voyager / HarperCollins, 1998, ISBN 0-246-13722-3.
  - Die Jahre der Aliens. Heyne Science-Fiction & Fantasy #6358, 2000, Übersetzer Walter Brumm, ISBN 3-453-17101-2
- The Longest Way Home. Gollancz / Orion, 2002, ISBN 0-575-07351-9.
- Roma Eterna. Eos / HarperCollins, 2003, ISBN 0-380-97859-8.
- Robert Silverberg: The Ace Years, Part One. Armchair Fiction, 2017, ISBN 978-1-61287-391-6. (Omnibus)
- Robert Silverberg: The Ace Years, Part Two. Armchair Fiction, 2017, ISBN 978-1-61287-392-3. (Omnibus)

### Kurzgeschichtensammlungen
- Next Stop the Stars. Ace Books, 1962, OCLC 1686421.
  - Der Held des Universums. Moewig Terra Sonderband #67, 1963, Übersetzer Heinz Zwack, DNB 455021503.
- Godling, Go Home!. Belmont Books, 1964, OCLC 6753957.
  - Die einsame Erde und sechs andere Kurzgeschichten. Pabel Utopia Zukunftsroman #452, 1965, Übersetzer Horst Mayer und Walter Bilitza, DNB 455199868.
- To Worlds Beyond. Chilton, 1965, OCLC 1290353.
  - Menschen für den Mars. Moewig Terra Taschenbuch #112, 1965, Übersetzer Fritz Moeglich, DNB 458952796.
- Duell unter fremder Sonne und andere Stories. Moewig Terra #459, 1966, Übersetzer 458318094, DNB 458318094. (deutsche Originalzusammenstellung)
- Needle in a Timestack. Ballantine Books, 1966, OCLC 2594055.
  - Visum für den Sirius. Goldmann Science-Fiction #212, 1975, Übersetzer Tony Westermayr, ISBN 3-442-23212-0.
- The Calibrated Alligator and Other Science Fiction Stories. Holt, Rinehart and Winston, 1969, ISBN 0-03-075150-0.
- Dimension Thirteen. Ballantine Books, 1969, OCLC 2152839.
  - Dimension 12. Heyne Science-Fiction & Fantasy #3309, 1972, Übersetzerin Gretl Friedmann, DNB 730064573.
- Der Unsterbliche und andere Stories. Moewig Terra Nova #67, 1969, Übersetzer Eduard Lukschandl, DNB 458320862. (deutsche Originalzusammenstellung)
- The Cube Root of Uncertainty. Macmillan, 1970, OCLC 67672.
  - Die Schatten dunkler Flügel. Goldmann Science-Fiction #203, 1975, Übersetzer Tony Westermayr, ISBN 3-442-23203-1.
- Parsecs and Parables. Doubleday, 1970, OCLC 56233.
  - Nacht über der Menschheit. Pabel Terra Taschenbuch #278, 1976, Übersetzer H. P. Lehnert, DNB 770514189.
- Moonferns and Starsongs. Ballantine Books, 1971, ISBN 0-345-02278-5.
- The Reality Trip and Other Implausibilities. Ballantine Books, 1972, ISBN 0-345-02548-2.
- Unfamiliar Territory. Charles Scribner’s Sons, 1973, ISBN 0-684-13432-2.
  - Jetzt Plus Minus. Goldmann Science-Fiction #250, 1977, Übersetzer Tony Westermayr, ISBN 3-442-23250-3.
- Valley Beyond Time. Dell, 1973, OCLC 2152683.
  - Jenseits der Zeit. Pabel Terra Taschenbuch #337, 1981, Übersetzer H. P. Lehnert, DNB 810575965.
- Earth’s Other Shadow. Signet / New American Library, 1973, OCLC 2153178.
  - Der Erde anderer Schatten. Goldmann Science-Fiction #23333, 1979, Übersetzer Tony Westermayr, ISBN 3-442-23333-X.
- Born with the Dead. Random House, 1974, ISBN 0-394-48845-8.
  - Mit den Toten geboren. Heyne Science-Fiction & Fantasy #3644, 1979, Übersetzer Walter Brumm, ISBN 3-453-30557-4
- Sundance and Other Science Fiction Stories. Thomas Nelson, 1974, ISBN 0-8407-6386-7.
- The Feast of St. Dionysus. Charles Scribner’s Sons, 1975, ISBN 0-684-13998-7.
- Sunrise on Mercury and Other Science Fiction Stories. Thomas Nelson, 1975, ISBN 0-8407-6445-6.
- Capricorn Games. Gollancz, 1976, ISBN 0-575-02406-2.
  - Steinbock-Spiele. Goldmann Science-Fiction #23257, 1977, Übersetzer Tony Westermayr, ISBN 3-442-23257-0.
- The Best of Robert Silverberg. Pocket Books, 1976, ISBN 0-671-80282-8.
- The Shores of Tomorrow. Thomas Nelson, 1976, ISBN 0-8407-6525-8.
  - Ufer von Morgen. Goldmann Science-Fiction #23312, 1979, Übersetzer Jürgen Saupe, ISBN 3-442-23312-7.
- Der neutrale Planet. Goldmann Science-Fiction #0240, 1977, Übersetzer Tony Westermayr, ISBN 3-442-23240-6. (deutsche Originalzusammenstellung)
- The Best of Robert Silverberg, Volume Two. Gregg Press, 1978, ISBN 0-8398-2439-4.
- The Songs of Summer and Other Stories. Gollancz, 1979, ISBN 0-575-02565-4.
- World of a Thousand Colors. Arbor House, 1982, ISBN 0-87795-417-8.
- Sunrise on Mercury., Gollancz, 1982, ISBN 0-575-03217-0. (nicht identisch mit: Sunrise on Mercury and Other Science Fiction Stories.)
- The Conglomeroid Cocktail Party. Arbor House, 1984, ISBN 0-87795-577-8.
- Beyond the Safe Zone: Collected Stories of Robert Silverberg. Donald I. Fine, 1986, ISBN 0-917657-60-8.
- Secret Sharers (The Collected Stories of Robert Silverberg Volume 1)., Bantam Spectra, 1992, ISBN 0-553-08996-X.
- Pluto in the Morning Light (The Collected Stories of Robert Silverberg Volume 2). Grafton, 1992, ISBN 0-586-21369-4.
- The Secret Sharer (The Collected Stories of Robert Silverberg Volume 3). Grafton, 1993, ISBN 0-586-21370-8.
- The Road to Nightfall (The Collected Stories of Robert Silverberg Volume 4). Voyager / HarperCollins, 1996, ISBN 0-586-21372-4.
- Ringing the Changes (The Collected Stories of Robert Silverberg Volume 5). Voyager / HarperCollins, 1997, ISBN 0-586-21373-2.
- Lion Time in Timbuctoo (The Collected Stories of Robert Silverberg Volume 6). Voyager / HarperCollins, 2000, ISBN 0-00-651220-8.
- Sailing to Byzantium. ibooks, 2000, ISBN 0-7434-0718-0.
- In Another Country and Other Short Novels. Five Star, 2000, ISBN 0-7862-3876-3.
- Hawksbill Times Two. FoxAcre Press, 2002, ISBN 0-9709711-6-8.
- Phases of the Moon. Subterranean Press, 2004, ISBN 1-931081-99-9.
- In the Beginning: Tales from the Pulp Era. Subterranean Press, 2006, ISBN 1-59606-043-3.
- To Be Continued: The Collected Stories of Robert Silverberg, Volume One. Subterranean Press, 2006, ISBN 1-59606-061-1.
- To the Dark Star: The Collected Stories of Robert Silverberg, Volume Two. Subterranean Press, 2007, ISBN 978-1-59606-089-0.
- The Collected Stories of Robert Silverberg, Volume Three: Something Wild Is Loose: 1969-72. Subterranean Press, 2008, ISBN 978-1-59606-143-9.
- The Collected Stories of Robert Silverberg, Volume Four: Trips: 1972-73. Subterranean Press, 2009, ISBN 978-1-59606-212-2.
- A Little Intelligence., Crippen & Landru Publishers, 2009, ISBN 978-1-932009-71-2. (mit Randall Garrett)
- The Collected Stories of Robert Silverberg, Volume Five: The Palace at Midnight: 1980-82. Subterranean Press, 2010, ISBN 978-1-59606-321-1.
- The Collected Stories of Robert Silverberg, Volume Six: Multiples: 1983-87. Subterranean Press, 2011, ISBN 978-1-59606-402-7.
- Dangerous Dimensions., Wonder Publishing Group, 2011, ISBN 978-1-61013-085-1.
- Hunt the Space-Witch!., Paizo Publishing, 2011, ISBN 978-1-60125-329-3.
- The Collected Stories of Robert Silverberg, Volume Seven: We Are for the Dark: 1987-90. Subterranean Press, 2012, ISBN 978-1-59606-501-7.
- Around the Continuum., Wonder Publishing Group, 2012, ISBN 978-1-61013-094-3.
- Beyond the Beyond., Wonder Publishing Group, 2012, ISBN 978-1-61013-113-1.
- The Best of Robert Silverberg: Stories of Six Decades., Subterranean Press, 2012, ISBN 978-1-59606-472-0.
- The Collected Stories of Robert Silverberg, Volume Eight: Hot Times in Magma City: 1990-95. Subterranean Press, 2013, ISBN 978-1-59606-588-8.
- The Collected Stories of Robert Silverberg, Volume Nine: The Millennium Express: 1995-2009. Subterranean Press, 2014, ISBN 978-1-59606-668-7.
- Early Days: More Tales from the Pulp Era. Subterranean Press, 2016, ISBN 978-1-59606-799-8.
- The Robert Silverberg Science Fiction Megapack. Wildside Press, 2016, ISBN 978-1-4794-2211-1.
- First-Person Singularities. Three Rooms Press, 2017, ISBN 978-1-941110-63-8.
- Time and Time Again. Three Rooms Press, 2018, ISBN 978-1-941110-72-0.
- Needle in a Timestack: And Other Stories. Open Road Integrated Media, 2019, ISBN 978-1-5040-5866-7.
- Alien Archives. Three Rooms Press, 2019, ISBN 978-1-941110-81-2.

### Als Herausgeber
- Lost Worlds, Unknown Horizons. 1978, ISBN 0-8407-6601-7.
- Titan 6. 1978, ISBN 3-453-30452-7. (mit Wolfgang Jeschke)
- Titan 7. 1978, ISBN 3-453-30474-8. (mit Wolfgang Jeschke)
- Titan 9. 1978, ISBN 3-453-30522-1. (mit Wolfgang Jeschke)
- Titan 15. 1981, ISBN 3-453-30688-0. (mit Wolfgang Jeschke)
- Das neue Atlantis. 1980, ISBN 3-453-30658-9, The New Atlantis. 1975.
- Der 7. Schrein. 1999, ISBN 3-453-15299-9, Legends. New Short Novels. 1998.
- Legenden. Lord John, der magische Pakt und andere Abenteuer. 2005, ISBN 3-492-26616-9, Legends II. 2004.
- Legenden. Das Geheimnis von Otherland und andere Abenteuer. 2006, ISBN 3-492-75005-2, Legends II. 2004.

### Sachbücher (Auswahl)
- Lost Cities and Vanished Civilizations. Chilton Books, New York 1962.
- The Man who Found Nineveh: The story of Austen Henry Layard. 1964.
  - Paläste unterm Wüstensand. Henry Austen Layard findet Ninive. aus dem Englischen von R. Zins, dtv Junior, München 1974, ISBN 3-423-07119-2.
- Mound-Builders of Ancient America. NYGS, Greenwich, Conn. 1968.
- Musings and Meditations: Essays and Thoughts. 2010.